# Semi Radradra

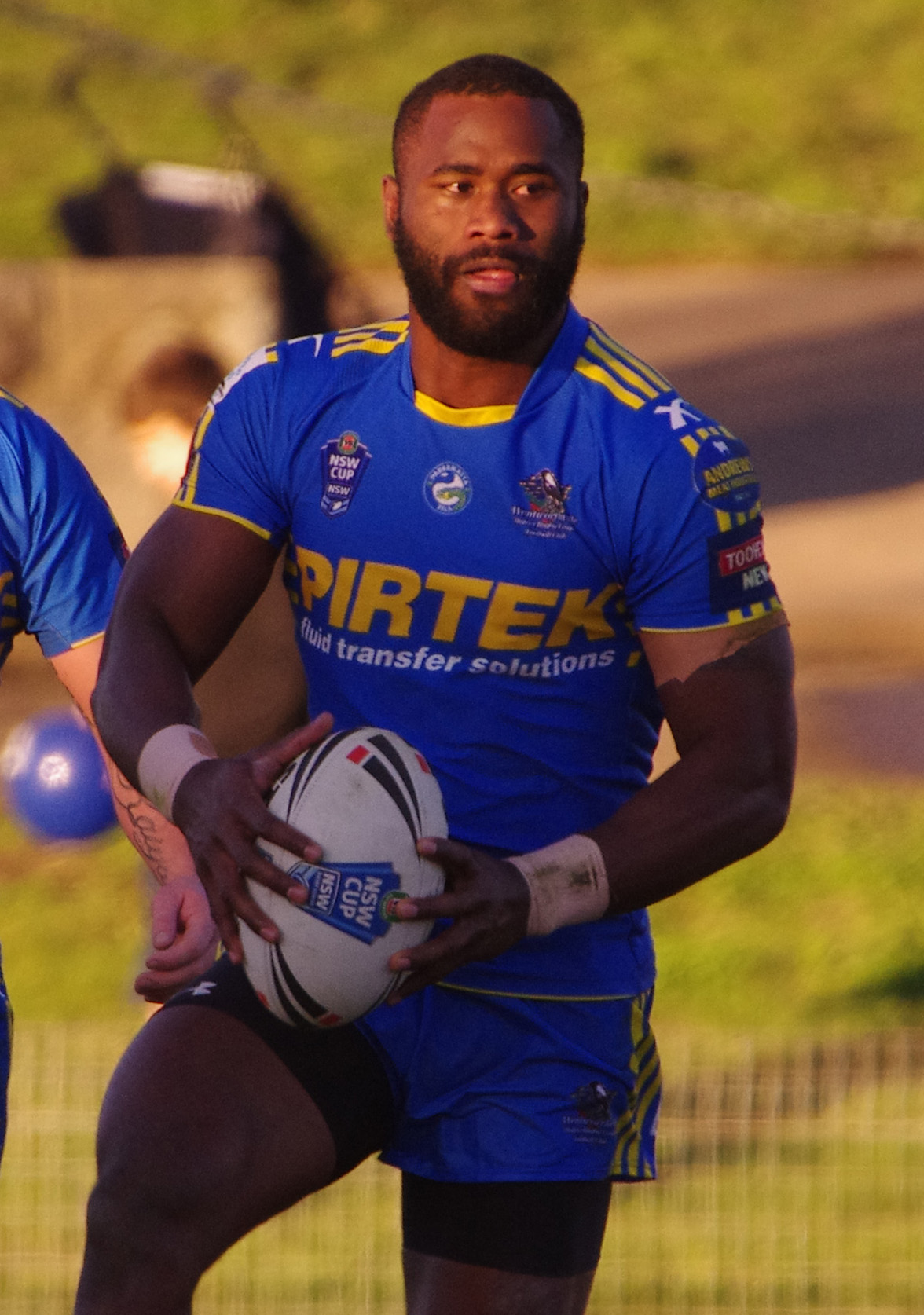
Radradra w barwach Wentworthville Magpies (2013)

Semi Radradra (wym. [ˈse.mi raⁿdˈraⁿd.ra], ur. 13 czerwca 1992) – fidżyjski rugbysta występujący na pozycji skrzydłowego bądź środkowego ataku, zawodnik rugby union, a wcześniej rugby league. Występował w fidżyjskich reprezentacjach siedmio-, trzynasto- i piętnastoosobowej, w składzie każdej uczestnicząc w rozgrywkach o puchar świata; ponadto jednokrotny reprezentant Australii w rugby league. Mistrz olimpijski z Tokio 2021, drużynowy wicemistrz Oceanii w rugby 7.

## Młodość
Radradra wywodzi się ze wsi Somosomo na wyspie Taveuni. Uczęszczał do lokalnych szkół Somosomo District School, Niusawa Secondary School, Holy Cross College a następnie do Latter Day Saints College w Suvie. W młodości z powodzeniem uprawiał lekkoatletykę, w szczególności bieg na 200 metrów czy rzut oszczepem. Treningi rugby union rozpoczął w lokalnym klubie Somosomo Sharks dopiero w wieku lat 16. W 2010 roku uczestniczył w miejscowym turnieju Nasekula Sevens.
Występując jedynie w lokalnych rozgrywkach został zauważony i w pierwszej połowie 2011 roku włączony do składu reprezentacji do lat 20, która w czerwcu brała udział w mistrzostwach świata. Podczas turnieju we Włoszech fidżyjska drużyna zajęła szóste, najwyższe w swojej historii miejsce. Sam Radradra w czterech meczach zdobył trzy przyłożenia, najwięcej w kadrze. Po powrocie z mistrzostw trener kadry U-20 Inoke Male namówił młodego zawodnika na przenosiny do klubu z Vatokouli na wyspie Viti Levu.
Wkrótce 19-latek dołączył do seniorskiej reprezentacji w rugby 7. W październiku wziął z nią udział w poprzedzonych turniejem Marist Sevens mistrzostwach Oceanii. W nich Fidżyjczycy zajęli ostatecznie drugie miejsce, zaś Radradra zdobył jedyne przyłożenie w przegranym finale z gospodarzami turnieju, reprezentacją Samoa. Następnie w listopadzie i grudniu 2011 roku brał udział w trzech turniejach z cyklu IRB Sevens World Series: w Australii, Zjednoczonych Emiratach Arabskich i Południowej Afryce. Zmagania w pierwszym ze wspomnianych zakończyły się zwycięstwem „Flying Fijians”.

## Kariera klubowa

### W National Rugby League
Dobre występy w zmaganiach „siódemek”, zwłaszcza podczas turnieju w Gold Coast wzbudziły zainteresowanie młodym graczem ze strony zawodowych klubów. Jednym z nich była drużyna Parramatta Eels rywalizująca w NRL, australijskich rozgrywkach rugby league. Choć Radradra nigdy wcześniej nie uprawiał tej odmiany rugby, postanowił skorzystać z nadarzającej się szansy – jeszcze w 2011 roku związał się dwuletnim kontraktem z drużyną z przedmieść Sydney. Jak wskazywały media, pierwotna umowa miała być warta ok. 10 tys. dolarów rocznie nie licząc premii meczowych. Jednocześnie zawodnik nie wykluczał powrotu do union, odmiany piętnastoosobowej, po upływie pierwszych dwóch lat. Jednym z czynników przemawiających za wyborem Eels była obecność w drużynie Jarryda Hayne’a – australijskiej gwiazdy rugby league fidżyjskiego pochodzenia. Wedle własnych słów Radradry, krótko po dołączeniu do ekipy z Parramatty zapragnął zostać najlepszym Fidżyjczykiem w historii dyscypliny.
Początkowe miesiące młody zawodnik spędzał na nauce nowej odmiany gry i jej specyfiki. W 2012 roku występował w rozgrywkach młodzieżowych (Toyota Cup), broniąc barw zespołu do lat 20. W roku 2013 grał w klubie filialnym Eels, Wentworthville Magpies, rywalizującym w stanowych zmaganiach New South Wales Cup.
W lipcu tego samego roku Radradra zadebiutował w 18. kolejce NRL w spotkaniu z Penrith Panthers. Do końca sezonu rozegrał jeszcze sześć meczów, zdobywając pięć przyłożeń. Przed startem nowych rozgrywek brał udział w przedsezonowym turnieju Auckland Nines (rugby league nines), w czasie którego zdobył dla Eels rekordowe pięć przyłożeń. Po części z uwagi na stosunkowo niewysoki kontrakt (wart ok. 70 tys. dolarów rocznie) media już w połowie 2014 roku donosiły o możliwości powrotu fidżyjskiego skrzydłowego do rugby union. Jako zainteresowane jego usługami podawano kluby japońskie i francuskie. Pogłoski te przybierały na sile z uwagi na bardzo wysoką formę zawodnika – w 24 meczach 19-krotnie przykładał piłkę w polu punktowym rywali, osiągając wybitne wyniki także w innych elementach. Ponadto jako jedyny wystąpił przy tym we wszystkich meczach Eels. Pozwoliło mu to na zdobycie nagrody dla najlepszego skrzydłowego w NRL w sezonie 2014. W czerwcu 2014 roku Radradra podpisał nowy, czteroletni, wart 250 tys. dolarów rocznie kontrakt ze swoim dotychczasowym zespołem.
Gdy wydawało się, że odniesiona w drugiej kolejce sezonu 2015 kontuzja kolana uniemożliwi mu występy na podobnym jak przed rokiem poziomie, Radradra w pozostałych 18 kolejkach zdobył aż 24 przyłożenia. Wyczynem tym pobił 33-letni rekord klubu z Parramatty. Choć sam wskazywał, że nadal uczy się niektórych taktycznych aspektów league, raz jeszcze zdobył  trofeum dla najlepszego skrzydłowego w lidze.
Sezon 2016 zainicjowano turniejem Auckland Nines, w którym Eels okazali się najlepsi, a Radradra został wybrany do drużyny rozgrywek. W lutym 2016 roku jako członek ekipy World All Stars („Gwiazd Świata”) brał także udział w Meczu Gwiazd NRL, w którym jego rywalem była drużyna „Rodzimych Gwiazd” (Indigenous All Stars). W samym starciu górą byli zawodnicy World All Stars, którzy między innymi po przyłożeniu Radradry wygrali 12:8. Dalsza część roku w wykonaniu fidżyjskiego gracza naznaczona była zarówno kłopotami osobistymi (oskarżenia o przemoc domową, choroba ojca), jak i organizacyjnymi (klub z Parramatty został uznany winnym naruszenia ligowego pułapu wynagrodzeń). Radradra był także obiektem wzmożonego zainteresowania mediów z powodu swojej decyzji w sprawie zmiany barw narodowych. W efekcie pod względem skuteczności na boisku był to najmniej udany okres w  czasie występów zawodnika w NRL – w 19 meczach zdobył jedynie 12 przyłożeń.
W listopadzie 2016 roku francuski klub rugby union RC Toulonnais ogłosił pozyskania fidżyjskiego skrzydłowego. W komunikacie prasowym wskazano wówczas, że Radradra podpisał roczną umowę z możliwością przedłużenia, która miała wejść w życie wraz z końcem rozgrywek NRL w 2017 roku. Wiadomość ta została następnie zdementowana przez obóz zawodnika, jednak po licznych spekulacjach medialnych władze Eels potwierdziły wcześniejsze informacje pod koniec stycznia 2017 roku.
Swój ostatni sezon w barwach drużyny z Parramatty skrzydłowy tradycyjnie rozpoczął od udziału w Auckland Nines. W NRL ostatecznie dotarł z ekipą Eels do półfinału  rozgrywek, gdzie przegrał z North Queensland Cowboys. W decydującym spotkaniu zdobył jedno z przyłożeń. Tym samym w 26 starciach w kampanii 22 razy kładł piłkę na polu punktowym (dwukrotnie w jednym meczu uzyskał cztery przyłożenia, a ponadto raz zdobył hat trick). Oprócz tego zanotował pięć asyst i 24-krotnie przedzierał się przez linię obronną rywali. Łącznie w ciągu niepełnych pięciu sezonów w barwach drużyny z Parramatty zdobył 82 przyłożenia w 94 meczach, co wówczas plasowało go na piątym miejscu w klubowych statystykach.

### Powrót do rugby union
Zgodnie z wcześniejszymi postanowieniami po zakończeniu zmagań ligowych Radradra przeniósł się do Francji. Przed opuszczeniem Australii oświadczył jednak, że nie wyklucza powrotu do drużyny z Parramatty nawet bezpośrednio po wypełnieniu rocznego kontraktu. Wskazywał także, że na jego decyzję o zmianie dyscypliny wpłynęła chęć odcięcia się od pozaboiskowych wydarzeń, jakie spotkały go w Australii. W barwach ekipy z Tulonu debiutował na początku października w ligowym pojedynku z Union Bordeaux Bègles. Niedługo później w meczu Champions Cup ze Scarlets zaliczył też swój pierwszy występ w rozgrywkach europejskich. W następnej kolejce zdobył pierwsze przyłożenie w barwach klubu z Lazurowego Wybrzeża, kiedy zdobył punkty w 62. sekundzie meczu z włoskim Benetton Rugby Treviso. Ostatecznie dla RC Toulonnais Radradra rozegrał 23 spotkania (17 w Top 14 i sześć w European Rugby Champions Cup), zdobywając cztery przyłożenia (odpowiednio trzy i jedno).
Już w lutym 2018 roku podano do publicznej wiadomości, że po zakończeniu sezonu Radradra przeniesie się do ekipy ligowego rywala – Borderaux Bègles. W maju Fidżyjczyk został zaproszony do składu legendarnego klubu Barbarian F.C., który mierzył się wówczas z Anglią. „Baa-Baas” w meczu na Twickenham pokonali wówczas reprezentantów Anglii 63:45, zaś były zawodnik Parramatty był jednym z najlepszych graczy tego pojedynku.
W sezonie 2018/2019 Radradra rozegrał 20 meczów ligowych, w których zdobył cztery przyłożenia, a jego nowy klub, mimo trwającej przez większość sezonu walki o czołowe lokaty zakończył rozgrywki dopiero na 10. miejscu w ligowej tabeli. Znacznie lepiej drużyna z Bordeaux radziła sobie w kolejnym sezonie. Rywalizowała wówczas o najwyższe cele, począwszy od lutego 2020 roku pozostając liderem rozgrywek. Także w rozgrywkach europejskich awansując do ćwierćfinału Challenge Cup, osiągnęła na tym polu największy w klubowej historii sukces.
Począwszy od połowy 2019 roku media ponownie spekulowały na temat przyszłości fidżyjskiego gracza i jego ewentualnego powrotu do NRL. Wśród potencjalnych zainteresowanych jego sprowadzeniem wymieniano – oprócz ekipy Eels – także inne zlokalizowane w Sydney kluby: Rabbitohs czy Bulldogs. Według doniesień prasowych zawodnik miał być skłonny zrezygnować ze znacznej części swojego wynagrodzenia, byle tylko wrócić do Australii. Pomimo tego w listopadzie 2019 roku podano do publicznej wiadomości, że począwszy od sezonu 2020/2021 Fidżyjczyk będzie zawodnikiem angielskiej drużyny Bristol Bears. Jak wskazywały media, wartość trzyletniego kontraktu w drużynie z Premiership (w przybliżeniu 500–750 tys. funtów rocznie) kilkakrotnie przewyższała ofertę najpoważniej zainteresowanej ekipy Rabbitohs.

## Kariera reprezentacyjna

### Rugby league
Mając na koncie zaledwie siedem spotkań w profesjonalnych zawodach rugby league, w drugiej połowie 2013 roku Radradra otrzymał powołanie do reprezentacji Fidżi na rozgrywany w Anglii puchar świata. Swój debiut w drużynie „Fiji Bati” zawodnik z Somosomo zaliczył już w trakcie turnieju, w trzecim meczu grupowym przeciw gospodarzom. Pierwsze spotkanie uświetnił zdobytym w końcówce meczu przyłożeniem, które jednak nie pozwoliło na uniknięcie porażki. Ponadto w czasie mistrzostw pojawił się na placu gry dwukrotnie, wchodząc z ławki rezerwowych w spotkaniach z Samoa (w ćwierćfinale) i przegranym wysoko meczu półfinałowym z Australią. W kolejnym roku rozegrał dla Fidżi jeszcze jeden mecz, z Samoa w ramach Pacific Test 2014.
W lutym 2016 roku mieszkający w Sydney Radradra spełnił trzyletni wówczas wymóg ciągłego pobytu uprawniający go do reprezentowania Australii (w myśl ówczesnych przepisów Rugby League International Federation – RLIF – gra w jednej reprezentacji nie wykluczała w przyszłości występów dla innej). Niedługo później ogłosił  gotowość do gry dla Australii, o czym po raz pierwszy wspominał już dwa lata wcześniej. Wkrótce otrzymał powołanie do australijskiej drużyny narodowej na mecz z Nową Zelandią w ramach Anzac Test 2016. Po ogłoszeniu składu kadry na selekcjonera Mala Meningę spadła fala krytyki. Podnoszono, że co prawda Radradra spełnił wymóg rezydencji, jednak nie kwalifikuje się chociażby do występów w rozgrywkach State of Origin – tam bowiem konieczna jest gra na terenie danego stanu (Nowej Południowej Walii bądź Queenslandu) przed ukończeniem 14. roku życia. Pojawiały się nawet spekulacje, iż wobec zasad dotyczących zmagań State of Origin Radradra w ogóle odejdzie z NRL, jednak sam zawodnik szybko je zdementował. Wskazywał przy tym, że chcąc zyskać uznanie jako najlepszy Fidżyjczyk w historii dyscypliny, musi także grać z najlepszymi, a tę możliwość miała mu dać gra dla „Kangaroos” (jako że reprezentacja Fidżi nie bierze udziału chociażby w prestiżowym Pucharze Czterech Narodów). Nieoficjalnie wskazywano także motywy finansowe – za jeden mecz w australijskiej drużynie narodowej Radradra zainkasował 20 tys. dolarów, które następnie przekazał rodzinie na Fidżi.
Ostatecznie skrzydłowy Parramatty zadebiutował w ekipie „Kangaroos” we wspomnianym Anzac Test w Newcastle, w którym gospodarze pokonali Nowozelandczyków 16:0, czym przekreślił swoje szanse na udział w pucharze świata 2017 w barwach Fidżi. Radradra wystąpił w podstawowym składzie, jednak nie zaprezentował się najlepiej, dodatkowo otrzymując karę 10-minutowego wykluczenia za niesportowe przewinienie. Wkrótce po debiucie skrzydłowego w australijskiej kadrze znowelizowano zasady RLIF dotyczące okresu rezydencji, niekiedy nazywane wówczas „regułą Radradry” (Radradra rule). W konsekwencji czas stałego pobytu niezbędny do nabycia uprawnień do reprezentowania kraju zamieszkania wydłużono z trzech do pięciu lat.
We wrześniu 2016 roku zawodnik jako członek drużyny Prime Minister’s XIII brał udział w meczu z Papuą-Nową Gwineą. W spotkaniu tym zdobył jedno z przyłożeń, jednak z powodu wstrząśnienia mózgu przedwcześnie zakończył zmagania. Jesienią w związku z ciążącymi na nim zarzutami o przemoc domową Radradra nie był brany pod uwagę przy ustalaniu składu „Kangaroos” na Puchar Czterech Narodów. Jak się później okazało, mecz z Nową Zelandią był jedynym w jego wykonaniu w australijskiej pierwszej reprezentacji.

### Rugby union
Wkrótce po powrocie do rugby union Radradra znalazł się w szerokim składzie reprezentacji Fidżi w rugby 7 na igrzyska Wspólnoty Narodów 2018, jednak ostatecznie nie otrzymał powołania na rozgrywane w Gold Coast zawody. W reprezentacji piętnastooosobowej debiutował w czerwcu 2018 roku, kiedy podczas Pucharu Narodów Pacyfiku Fidżyjczycy mierzyli się z Gruzinami. Całe rozgrywki zakończyły się zwycięstwem Radradry i kolegów. Bezpośrednio po zakończeniu tych zawodów wraz z reprezentacją „siódemek” uczestniczył w turnieju London Sevens. Zakończył się on zwycięstwem drużyny z Melanezji, a Radradra został wybrany najlepszym graczem finału. W lipcu brał udział w pucharze świata w rugby 7, który rozgrywany był w San Francisco. „Flying Fijians” po porażce z Południową Afryką zajęła ostatecznie miejsce czwarte. W listopadzie uczestniczył w dwóch meczach testowych drużyny „piętnastek”. W obu też zdobywał punkty przez przyłożenie – ze Szkocją oraz Francją. Zwycięstwo w drugim z wymienionych spotkań było pierwszym w historii fidżyjskiej reprezentacji odniesionym nad tym rywalem.
W roku 2019 wychowanek Somosomo Sharks notował kolejne bardzo dobre występy w reprezentacji narodowej. Po spotkaniach podczas dorocznego Pucharu Narodów Pacyfiku, otrzymał także powołanie na puchar świata. W czasie rozgrywanych w Japonii mistrzostw Fidżyjczycy nie zdołali spełnić pokładanych w nich oczekiwań i nie awansowali do fazy pucharowej, jednak sam Radradra oceniany był jako jeden z najlepszych graczy fazy grupowej. W spotkaniu z Gruzją zdobył dwa przyłożenia, asystował przy dwóch kolejnych, zaliczył także 177 metrów z piłką w rękach oraz pięciokrotnie przerywał linię obronną rywali, co dało mu tytuł gracza meczu. Podobne wyróżnienie otrzymał po przegranym meczu z reprezentacją Walii. Łącznie odnotowano, że w czterech spotkaniach fazy grupowej wykonał 62 rajdy z piłką (carries), w czasie których przesunął grę o 400 metrów, mijając przy tym 29 rywali.

### Statystyki
Stan na dzień 9 października 2019 r.
Występy na arenie międzynarodowej
| Drużyna narodowa | Rok  | Mecze | Punkty |
| ---------------- | ---- | ----- | ------ |
| Fidżi            | 2013 | 3     | 4      |
| Fidżi            | 2014 | 1     | 0      |
| Australia        | 2016 | 1     | 0      |
| Suma             | Suma | 5     | 4      |

| Drużyna narodowa | Rok  | Mecze | Punkty |
| ---------------- | ---- | ----- | ------ |
| Fidżi            | 2018 | 3     | 15     |
| Fidżi            | 2019 | 7     | 10     |
| Suma             | Suma | 10    | 25     |

Przyłożenia na arenie międzynarodowej
| Lp.          | Data                | Miejsce                              | Przeciwnik   | Rozgrywki                         |
| rugby league | rugby league        | rugby league                         | rugby league | rugby league                      |
| ------------ | ------------------- | ------------------------------------ | ------------ | --------------------------------- |
| 1.           | 9 listopada 2013    | KC Stadium, Kingston upon Hull       | Anglia       | Puchar Świata w Rugby League 2013 |
| rugby union  |                     |                                      |              |                                   |
| 2.           | 16 czerwca 2018     | Stadion Narodowy, Suva               | Gruzja       | Puchar Narodów Pacyfiku 2018      |
| 3.           | 10 listopada 2018   | Murrayfield Stadium, Edynburg        | Szkocja      | mecz testowy                      |
| 4.           | 24 listopada 2018   | Stade de France, Saint-Denis         | Francja      | mecz testowy                      |
| 5.           | 3 października 2019 | Hanazono Rugby Stadium, Higashiōsaka | Gruzja       | Puchar Świata w Rugby 2019        |
| 6.           | 3 października 2019 | Hanazono Rugby Stadium, Higashiōsaka | Gruzja       | Puchar Świata w Rugby 2019        |

## Nagrody i wyróżnienia
- nagroda dla najlepszego skrzydłowego roku w National Rugby League (Dally M Winger of the Year)
  - 2014[39]
  - 2015[42]
- nagroda Rugby League International Federation dla najlepszego zawodnika roku 2014 na Fidżi (RLIF Fiji International Player of the Year)[101]
- nominacja do nagrody Provale dla najlepszego zawodnika sezonu 2017/2018 w Top 14 (Meilleur Jouer de Top 14)[102]
- nagroda Fiji Sun dla sportowca roku 2019 (Fiji Sun Sportsman of the Year 2019)[95]
- nominacja do nagrody European Professional Club Rugby dla najlepszego zawodnika roku 2020 w Europie (EPCR European Rugby Player of the Year)[103]

## Życie osobiste
Semi pochodzi z niezamożnej rodziny, jest jednym z siedmiorga dzieci Luisy Sery i Samisoniego Waqavatu – ma czterech braci i dwie siostry, jest trzecim dzieckiem swoich rodziców. Ojciec Samisoni w przeszłości był urzędnikiem, jednak z powodu gruźlicy płucnej musiał odejść z pracy. W rodzinnym gospodarstwie uprawiano pieprz metystynowy (kavę). Oprócz pomocy na roli Radradra w młodości, podczas swojego pobytu w Vatukouli pracował w miejscowej kopalni złota, gdzie zarabiał ok. 300 dolarów miesięcznie. Po osiągnięciu sukcesu sportowego zawodnik zaczął intensywnie wspierać finansowo swoją rodzinę, przekazując jej znaczną część własnych zarobków oraz chociażby fundując budowę nowego domu.
W ramach pamięci i wsparcia lokalnej społeczności Radradra w 2019 zorganizował i ufundował w Somosomo turniej rugby 7 pod nazwą Radradra 7s, w którym udział wzięło łącznie 88 drużyn: męskich, żeńskich i młodzieżowych.
Ze względu na potężną posturę zawodnik zyskał przydomek „Semi Trailer”. Stanowi on grę słów: połączenie imienia zawodnika ze sformułowaniem semi trailer, które w języku angielskim oznacza naczepę ciężarową.
W czerwcu 2016 roku Radradra został oskarżony przez byłą partnerkę Perinę Ting o to, że w okresie od września 2014 do kwietnia 2015 roku dopuszczał się wobec niej przemocy domowej. Jednym z zarzutów postawionych Fidżyjczykowi było uderzenie kobiety w brzuch na kilka tygodni przed narodzinami ich córki. Ponadto była partnerka wskazywała, że sportowiec nie wywiązuje się z zapłaty alimentów w ustalonej wysokości. Sam zawodnik zaprzeczał, by do któregokolwiek z czynów doszło, zaś członkowie rodziny zarzucali Ting kłamstwo. W trakcie postępowania Radradra przez krótki okres był tymczasowo aresztowany, ponadto orzeczono w stosunku do niego zakaz zbliżania się do byłej partnerki. Ostatecznie wszystkie zarzuty zostały wycofane, a sprawa zakończyła się umorzeniem w maju 2017 roku.
W sierpniu 2017 roku Semi poślubił Vikę Fifitę, którą poznał w czasie nauki w Latter Day Saints College. Ceremonia odbyła się na Fidżi w obrządku mormońskim.